# Keinen Schritt zurück!
Keinen Schritt zurück! ist ein österreichischer Kinofilm des Regisseurs Veselý Marek aus dem Jahr 2023, der lose auf dem gleichnamigen Roman von Florian Juterschnig basiert. Der Film feierte seine Premiere am 10. Januar 2023 beim Swedish International Filmfestival und startete am 13. Oktober 2023 in den österreichischen Kinos.

## Handlung
Das diktatorische Königreich Bergen im Sommer 1962. Die 17-jährige Elisa Stuart versieht wie viele andere ihren Pflichtdienst als Krankenschwester an der Front. Seit Jahren steht das von einem „Großen Vorsitzenden“ geführte Land im Krieg gegen den Nachbarn Vimmerby. Alle Menschen und Ressourcen des Landes fließen der Rüstung zu.
Als Elisa in eine Schießerei verwickelt wird und feindliche Soldaten tötet, erklärt man das traumatisierte Mädchen zur Nationalheldin. Sie wird nachhause geschickt und dort schonungslos als Maskottchen für die Wochenschau missbraucht und muss überall auftreten, um die Moral zu stärken. Immer an ihrer Seite ist die Partei-Funktionärin Lotte Wolfram, als Aufpasser.
Als man sie jedoch dem pensionierten General Roald als Haushälterin zuteilt, wendet sich das Blatt. Er arbeitet längst heimlich am Sturz des Regimes und beginnt sie in seine Pläne einzuweihen.
Schließlich steht Elisa vor der Wahl, sich auf einen riskanten Umsturz-Plan einzulassen, allerdings muss sie dabei auf ihre jüngeren Geschwister Richard und Maggy Rücksicht nehmen, die auf sie angewiesen sind, da die Eltern bereits verstorben sind.

## Hintergrund
Der Film wurde von der Wiener Filmproduktion Optix-Society, den Blautöne-Tonstudios sowie der Produktionsfirma des Regisseurs hergestellt. Die Dreharbeiten für den Film fanden in Wien, Steiermark, Kärnten sowie vor allem in Niederösterreich statt. Die historischen Städte Drosendorf und Eggenburg sowie das NÖ-Landesmuseum in Niedersulz waren Kulisse. Vorgesehen waren 31 Drehtage. Der Elmo-Kinofilmverleih aus Salzburg sowie die Produktionsfirma Optix-Society brachten den Film schließlich in Zusammenarbeit heraus. Der Film startete am 13. Oktober 2023 in den österreichischen Kinos.

## Auszeichnungen
- Beste Kinderdarstellerin als "Maggy Stuart" für Katharina Felzmann beim Swedish International Filmfestival[19]